# آر ای لیستر و شرکا
شرکت آر اِی لیستر و شرکا (به انگلیسی R.A. Lister & Company) در دارسلی گلوسسترشایر انگلستان، به سال ۱۸۶۷ (میلادی) توسط سر رابرت اشتُن لیستر (۱۸۴۵–۱۹۲۹)، به منظور تولید ماشین‌آلات کشاورزی تأسیس شد. خانوادهٔ لیستر در اصل از یورک‌شایر بودند ولی پدر اشتُن (جرج لیستر) در سال ۱۸۱۷ (میلادی) به دارسلی نقل مکان کرده بود.

## تاریخ
این شرکت در ابتدای سدهٔ بیستم به تولید موتورهای بنزینی — در اصل— برای تجهیزات پشم‌چینی گوسفندان پرداخت که موفقترینشان موتور نوع "D" بود که بیشترشان ۱٫۵مشخصهٔ اسب بخار/۷۰۰ دور بر ثانیه را دارا بودند. امٌا در عمل، موتورهای "D" که تولیدشان بین سالهای ۱۹۲۶ (میلادی) تا ۱۹۶۴ (میلادی) به بیش از ۲۵۰۰۰۰رسید، برای دامنهٔ گسترده‌ای از کارهای سبک همچون تلمبه کردن و تولید ببرق در مقیاس اندک، به کار گرفته شدند. این گونهٔ موتور حتی هنوز هم یکی از بیشتر به‌چشم‌آمده‌ترین ماشین‌های انگورچینی ایستا در پادشاهی یکپارچه هستند.
در ۱۹۲۹ (میلادی)، نخستین طراحی خود لیستر، ماشین‌های «استارت سرد» (یا CS، مخفف Cold Start) در دارسلی ساخته شد. موتورهای CS، موتورهایی کند (با ۶۰۰ دور بر ثانیه)، با قابلیت اطمینان بالا و مناسب برای راه‌اندازی مولدهای برق یا تلمبه‌های آبیاری هستند. موتورهای CS که بر مبنای توان خروجی، در چهار نسخهٔ تک، دوگانه، سه‌گانه و چهارسیلندره به بازار روانه می‌شدند، به واسطهٔ طول عمر زیاد و قابلیت اطمینان بالایشان، به آوازه‌ای نیک به‌ویژه در میان کشورهای ملل همسود-که به گستردگی بدان‌جاها صادر می‌گشتند-دست یافتند. برخی از این CSها دهه‌ها به‌طور پیوسته مشغول به خدمت در کشاورزی، صنعت و تولید برق بودند.

## ادغام
شرکت لیستر در ۱۹۳۷ (میلادی)، شرکت بلَک‌استون و شرکا را هم به چنگ آورد و «لیستر بلک‌استون» را پایه‌نهاد، اما خود این شرکت در ۱۹۶۵ (میلادی) ازآنِ «گروه هوکر سیدِلی» شد که آن هم بعدتر در ۱۹۸۶ (میلادی) با شرکت «سهامی خاص پِتِرز» (Petters Limited) ادغام گردید تا شرکت «لیستر پتر» به وجود آید.

## موتورهای لیسترنما
محبوبیت و خوشنامی موتورهای CS تولیدی لستر به قدری زیاد بوده‌است که با وجود آنکه تولیدشان در انگلستان در ۱۹۸۷ (میلادی) پایان گرفت، تولید کپی‌های آنها، یا به بیانی «لیسترنماها»، همچنان در هند ادامه دارد و حتی به کشورهایی چون ایالات متحده و استرالیا هم صادر می‌گردند.

## کامیون‌ها و لوکوموتیوهای صنعتی لیستر
لیستر همچنین برای کاربرد دور و بر کارخانه‌ها، کامیون‌های سبکی فراخور موتورهای ساخت خودش تولید می‌کرد. ایشان بین سالهای ۱۹۲۶ تا ۱۹۶۸ (میلادی) نیز لوکوموتیوهایی درخور ریل‌های باریک می‌ساختند که به سبکی ۱٫۵ تن بودند و نوعاً به کار آجرپزخانهها و مصارفی در این سطح می‌آمدند. مشخصهٔ بارز این لوکوموتیوها، اغلب نداشتن هیج‌گونه روکش بدنه بود و تنها گاهی سقفی برافراشته بر چهار تیر ساده در گوشه‌ها، بیشینه امکان افزونشان بود!

## نگارخانه

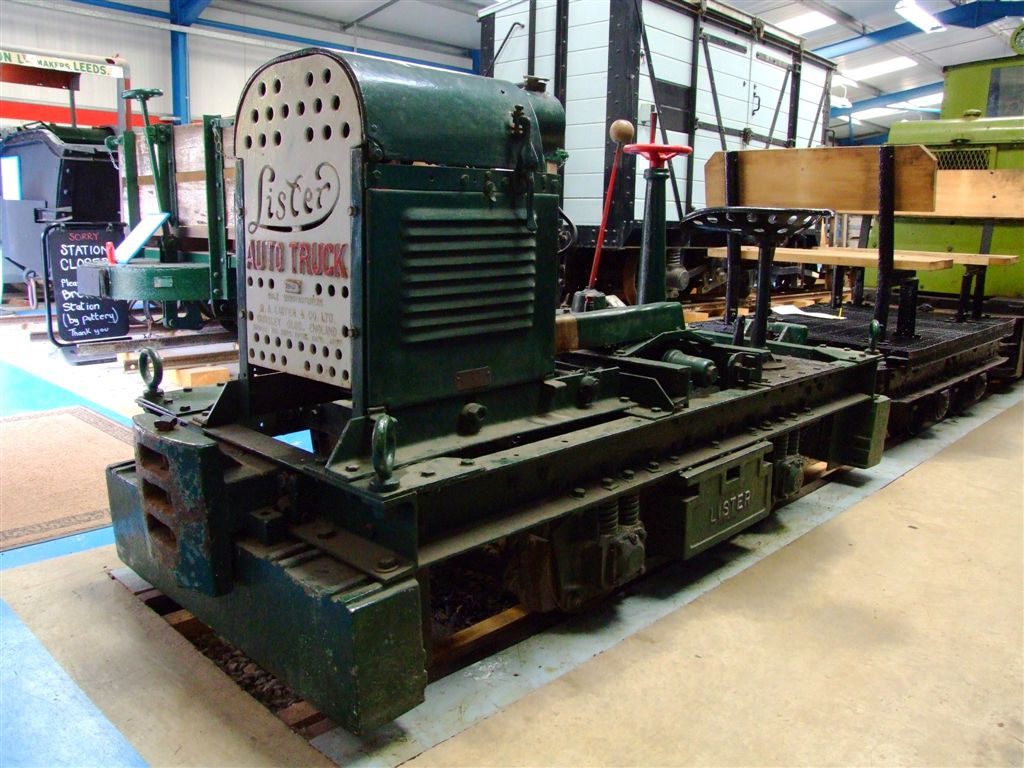
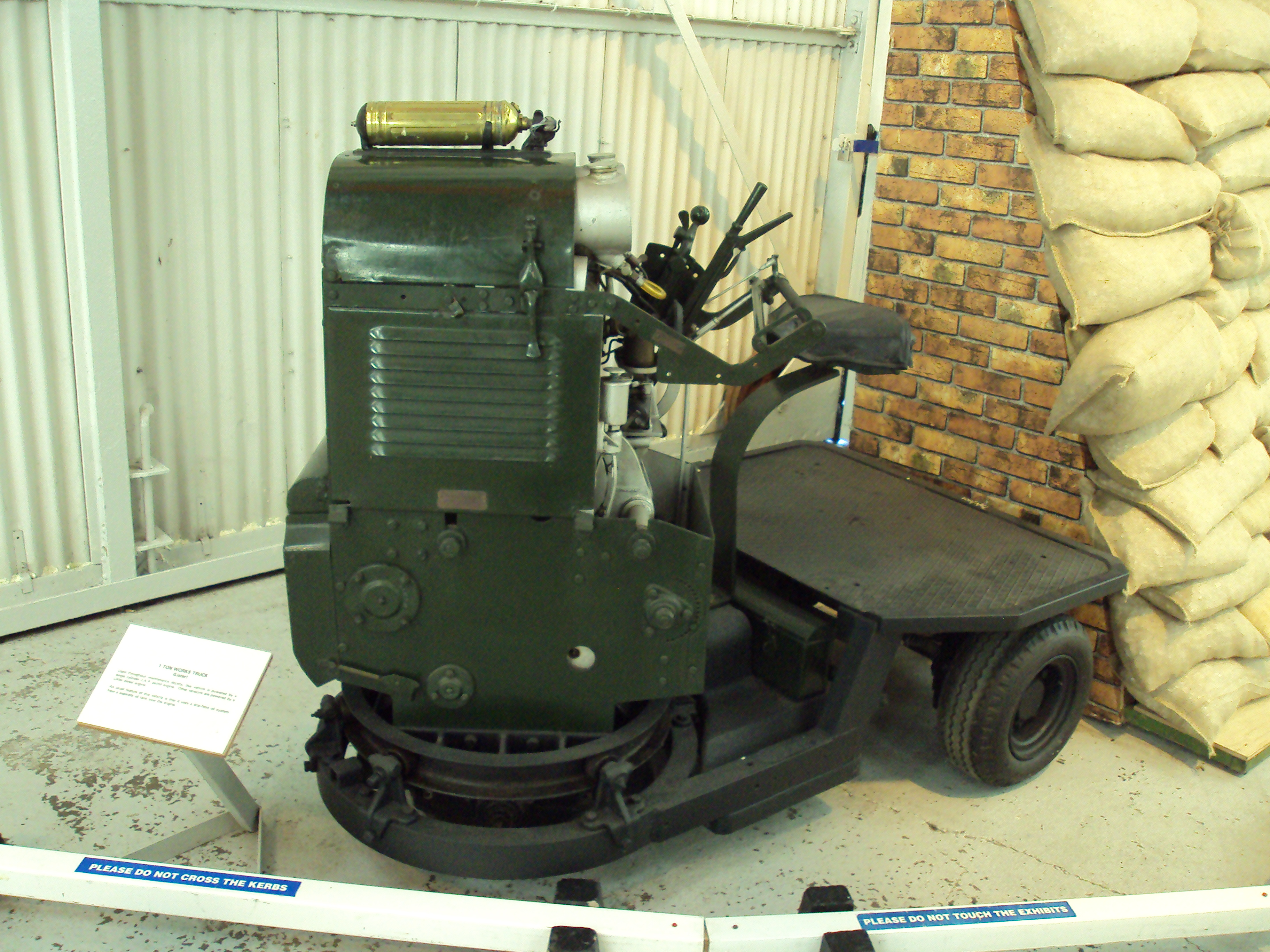